# Luxemburg vasúti közlekedése
Luxemburg vasúthálózatának hossza 275 km, normál nyomtávolságú, 243 km hosszan villamosított 3000 V egyenárammal. Nemzeti vasúttársasága a Chemins de Fer Luxembourgeois.

## Vasúti kapcsolata más országokkal
- Németország - van - azonos nyomtávolság
- Franciaország - van - azonos nyomtávolság
- Belgium - van - azonos nyomtávolság